# Les Enfants d'Icare
Les Enfants d'Icare (titre original : Childhood's End) est un roman de science-fiction d'Arthur C. Clarke publié en 1953.

## Accroche
Des extraterrestres, auxquels l'humanité attribue le nom de « Suzerains » (Overlords), arrivent pacifiquement sur Terre, apportant leur science avancée et permettant la pacification de la planète.
Les Terriens profitent de cette paix, cependant les Suzerains soulèvent de nombreuses questions : d'où viennent-ils ? Quel est leur objectif ? Et surtout, pourquoi personne n'a-t-il jamais vu l'un d'entre eux ?

## Résumé
Au moment où Soviétiques et Américains sont prêts à lancer leurs premières fusées lunaires, des vaisseaux géants apparaissent au-dessus des principales capitales du monde. C'est ainsi que les « Suzerains », des extraterrestres ayant une avance scientifique et technique incommensurable sur les humains, arrivent soudainement sur Terre. Stormgren est le seul humain choisi par Karellen (le commandant de la mission des Suzerains) comme intermédiaire pour discuter de la situation de l'Humanité. L'extraterrestre, qui affirme être le « Superviseur de la Terre », explique à Stormgren le désir des Suzerains d'aider tous les humains, partout dans le monde. Des changements radicaux dans plusieurs domaines scientifiques sont offerts sans réticence de la part de Karellen, ainsi que des avancées incroyables dans les domaines de la santé, de l'alimentation, de la technologie, des communications, etc. Karellen annonce également que les Suzerains ne se montreront physiquement que dans cinquante ans.
Par leur écrasante avance technologique, ils pacifient la Terre, s'ingérant au minimum dans la vie de tous les jours des Terriens. Ils interdisent toute cruauté gratuite envers les animaux, notamment la tauromachie, et leur influence politique amène tranquillement les États et pays à disparaître.
Stormgren pense qu'il ne verra jamais les Suzerains, avec lesquels il échange à travers une sorte de miroir sans tain. Lors de sa dernière « rencontre » avec Karellen, il essaie de le voir par la ruse. Karellen se laisse entrevoir et Stormgren comprend pourquoi les Suzerains attendent pour se dévoiler aux humains.

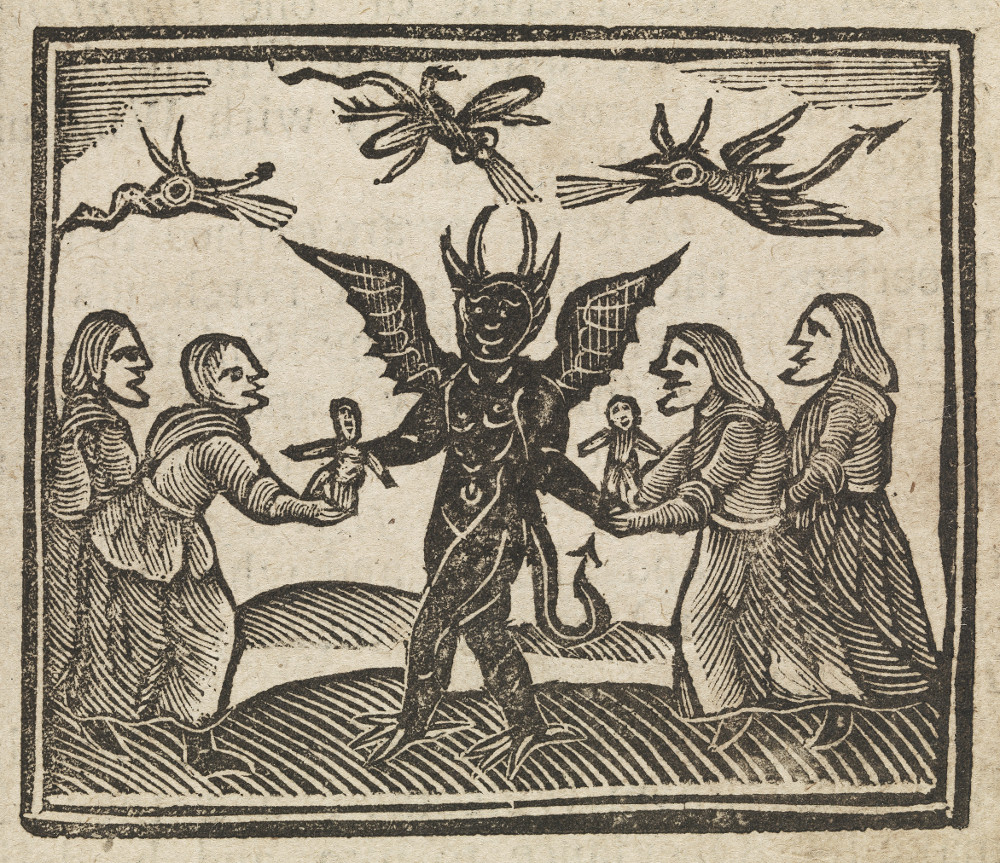
Les Suzerains ressemblent aux images médiévales du Diable : ailes, cornes, queue fourchue, peau squameuse et noire.

Cinquante ans plus tard, conformément à leur promesse, les Suzerains se montrent en personne. Ils ont toutes les apparences du Diable tel que le voit la tradition médiévale : de grandes ailes, de  grandes cornes, la queue fourchue, la peau squameuse rouge et noire. Leur taille également est impressionnante : environ trois mètres. À leur apparition, l'humanité ayant fortement changé au contact de leur science, peu de personnes sont choquées. 
Alors que des humains préparent une immense statue pour le monde natal des Suzerains, représentant un combat entre un cachalot et un calmar géant, Jan Rodricks complote avec l'un des concepteurs de la statue pour y aménager une cachette et, tel Jonas, s'y insère dans le but de visiter NGS 549672, monde natal des Suzerains dont il est le seul humain à se rappeler le nom à la suite d'une séance de ouija. Rodricks devient alors le seul humain à avoir réussi à monter clandestinement sur un vaisseau suzerain.
Cent ans plus tard, les Suzerains expliquent la véritable raison de leur venue. Au service du « Maître esprit » (Overmind), entité d'énergie pure vivant sur un plan d'existence supérieur, ils ont pour rôle d'aider l'humanité à ne pas s'auto-détruire et à évoluer suffisamment pour fusionner avec celui-ci. En ce sens, l'humanité leur est supérieure, car les Suzerains, eux, ne pourront jamais fusionner. L'image du démon dans l'imaginaire terrien est un anté-souvenir, vision de la future venue des Suzerains qui marquerait la fin de l'humanité telle qu'elle existe.
Un jour, certains enfants commencent à montrer des capacités de télépathie ou de télékinésie. Comme une traînée de poudre, ces compétences se répandent parmi les plus jeunes, qui s'éloignent de plus en plus de leurs parents. Alors qu'ils sont rassemblés en Australie par les Suzerains pour leur propre protection, le reste de l'humanité disparaît progressivement, les uns mourant de vieillesse, les autres dans des sports violents voire dans des suicides collectifs, ayant perdu toute raison de vivre car ils sont les derniers représentants d'une humanité sans futur.
Le dernier homme est Jan Rodricks. Après avoir visité un temps la planète natale des Suzerains, située à environ 40 années-lumière de la Terre, il retourne sur celle-ci 85 ans après son départ (mais qui n'ont été que quelques mois pour lui en raison d'effets de la relativité). Rodricks constate ce qui s'est passé en son absence. Les derniers humains disparaissent peu après son retour et il est un temps le dernier être humain. Il s'installe sur Terre à distance des enfants et décide de se consacrer au piano. Lorsque les enfants commencent à « jouer » avec la Lune, la faisant pivoter sur son axe, les Suzerains décident de quitter la Terre et fournissent du matériel d'observation à Rodricks, qui reste sur place pour rendre témoignage des évènements. La Terre, puis le Système solaire disparaissent alors que les enfants terminent leur « ascension ».

## Analyse
Les Enfants d'Icare commence par l'arrivée de vaisseaux spatiaux écrasants par leur seule masse, marquant la fin de l'humanité indépendante, idée reprise par la suite par plusieurs œuvres telles que V, série télévisée de 1983, Independence Day, film catastrophe de 1996, etc.
Clarke prenait le contrepied d'œuvres telles La Guerre des mondes, en décrivant, au lieu d'extraterrestres agressifs et répugnants, des extraterrestres bienveillants, aux méthodes pacifiques. Le poncif que sont les extraterrestres bien plus avancés que l'humanité était envisagé sous des aspects psychologiques et politiques qui sortaient des conventions de la science-fiction de l'époque.
Le roman reflète le contexte des années 1950. Il expose la crainte de l'autodestruction de l'humanité par une guerre atomique imminente, l'espoir que l'ONU unifierait les nations du monde, la fin des guerres et des États.
Clarke s'était pourtant imposé un redoutable problème de scénario : comment fonder un dénouement intéressant sur une invasion bienveillante, apportant paix et prospérité à la Terre au lieu de la ravager ? Auteur foncièrement optimiste, il résolut le problème avec deux trouvailles : les « Suzerains » sont les « vassaux » d'êtres plus puissants encore, qui frisent les dieux (concept vraiment « clarkien »), et les véritables motifs de l'invasion sont nos facultés parapsychologiques dont les extraterrestres sont dépourvus, la fin de l'humanité en étant l'ultime conséquence. Si Childhood's End n'est certes « pas du sous-Stapledon », l'idée d'humanités mutantes censées nous succéder dans l'avenir se rapproche néanmoins de Les derniers et les premiers de Stapledon (1930).
Enfin l'être humain, espèce à « éduquer » par l'intermédiaire d'extraterrestres « tuteurs » parce que plus avancés (d'où le titre original Childhood's End, « la fin de l'enfance ») est un thème récurrent de Clarke, qui se retrouvera dans 2001, La Cité et les Astres, Les Fontaines du paradis (le vagabond des étoiles nous instruit) et partiellement dans Rama, où les extraterrestres, cette fois-ci, ne daigneront même pas se montrer.

## Adaptation
L'œuvre a inspiré la chanson Childhood's End du groupe Pink Floyd.
Elle a également été adaptée en mini-série, Childhood's End : Les Enfants d'Icare, diffusée fin 2015 aux États-Unis puis en France sur la chaine Syfy fin 2016.